# Begnins
Begnins je obec na jihozápadě Švýcarska v okrese Nyon v kantonu Vaud. Žije zde přibližně 2 000 obyvatel.

## Geografie
Begnins leží v nadmořské výšce 541 m, vzdušnou čarou 6 km severně od okresního města Nyon. Obec se rozkládá na terase na jižním úpatí Jury, východně od údolí řeky Serine, v panoramatické poloze asi 170 metrů nad hladinou Ženevského jezera. Silnice přes Col du Marchairuz spojuje Begnins s Le Brassus v údolí Vallée de Joux.
Území obce o rozloze 4,8 km² pokrývá část oblasti Vaud Côte. Území obce se rozkládá od úpatí Jury na severu přes vinice Côte a terasu Begnins až k západnímu okraji Côte, nejvyššímu bodu obce ve výšce 720 m n. m. Na severu se rozprostírají lesy, které se nacházejí v údolí Jury. Kolem centra obce na východě protéká potok Nant, který se vlévá do řeky Lavasson, jež na jihu u Les Sâles protíná hranici obce Gland. Řeka Serine tvoří západní hranici se sousední obcí Vich a během milionů let vyhloubila na úpatí Jury hluboké údolí. Na východě sleduje hranice obce potok Vorzairie. V roce 1997 bylo 14 % území obce pokryto zastavěnou plochou, 18 % lesy a lesními porosty a 68 % zemědělstvím.
K Begnins patří několik samostatných farem a vinic. Sousedními obcemi jsou Vich, Gland, Luins, Burtigny, Le Vaud a Bassins.

## Historie

Letecký pohled (1964)

Oblast obce Begnins byla osídlena již v raném období, o čemž svědčí nález pohřebiště (s bohatým hrobovým bohatstvím) z laténského období a římský milník z doby kolem roku 250 n. l. První písemná zmínka o obci pochází z roku 1145 a nese název Bingins. Později se objevily i další podoby zápisu: Binnins (1204) a Bîgnins (1226). Název místa pravděpodobně pochází z burgundského osobního jména Bino a znamená „u lidí z rodu Bino“.
Od první zmínky jsou doloženi šlechtici Begnins, kteří byli vazaly pánů z Prangins. V roce 1293 přešel Begnins do rukou savojských hrabat. S dobytím Vaudu Bernem v roce 1536 přešla vesnice pod správu nyonského panství a v 18. století vlastnili panství Begnins příslušníci rodu Stürlerů. Bývalá obec Serraux, kterou dnes tvoří jen několik domů, se s Begnins sloučila v roce 1767. Po pádu Staré konfederace patřila obec v letech 1798–1803 v období helvétského soustátí ke kantonu Léman, který byl poté po vstupu v platnost Ústavy o zprostředkování sloučen s kantonem Vaud. Roku 1798 byla přičleněna k okresu Nyon.
Ve 20. letech 20. století vedl farář Antony Krafft-Bonnard ve spolupráci s americkou organizací Near East Relief sirotčinec pro děti, které přežily arménskou genocidu.  Během druhé světové války se nizozemský lékař William Francken, který v Begnins ordinoval, vzepřel úředním zákazům poskytovat soukromé ubytování Židům se statusem uprchlíka a spolu se svou ženou Laure Franckenovou organizoval ve své chatě poblíž obce Novel ubytování a lékařskou péči pro Židy prchající z Němci okupované Francie.

## Obyvatelstvo
| Rok            | 1850 | 1900 | 1910 | 1930 | 1950 | 1960 | 1970 | 1980 | 1990 | 2000 | 2019 |
| Počet obyvatel | 734  | 782  | 718  | 719  | 753  | 766  | 961  | 1056 | 1184 | 1335 | 1931 |

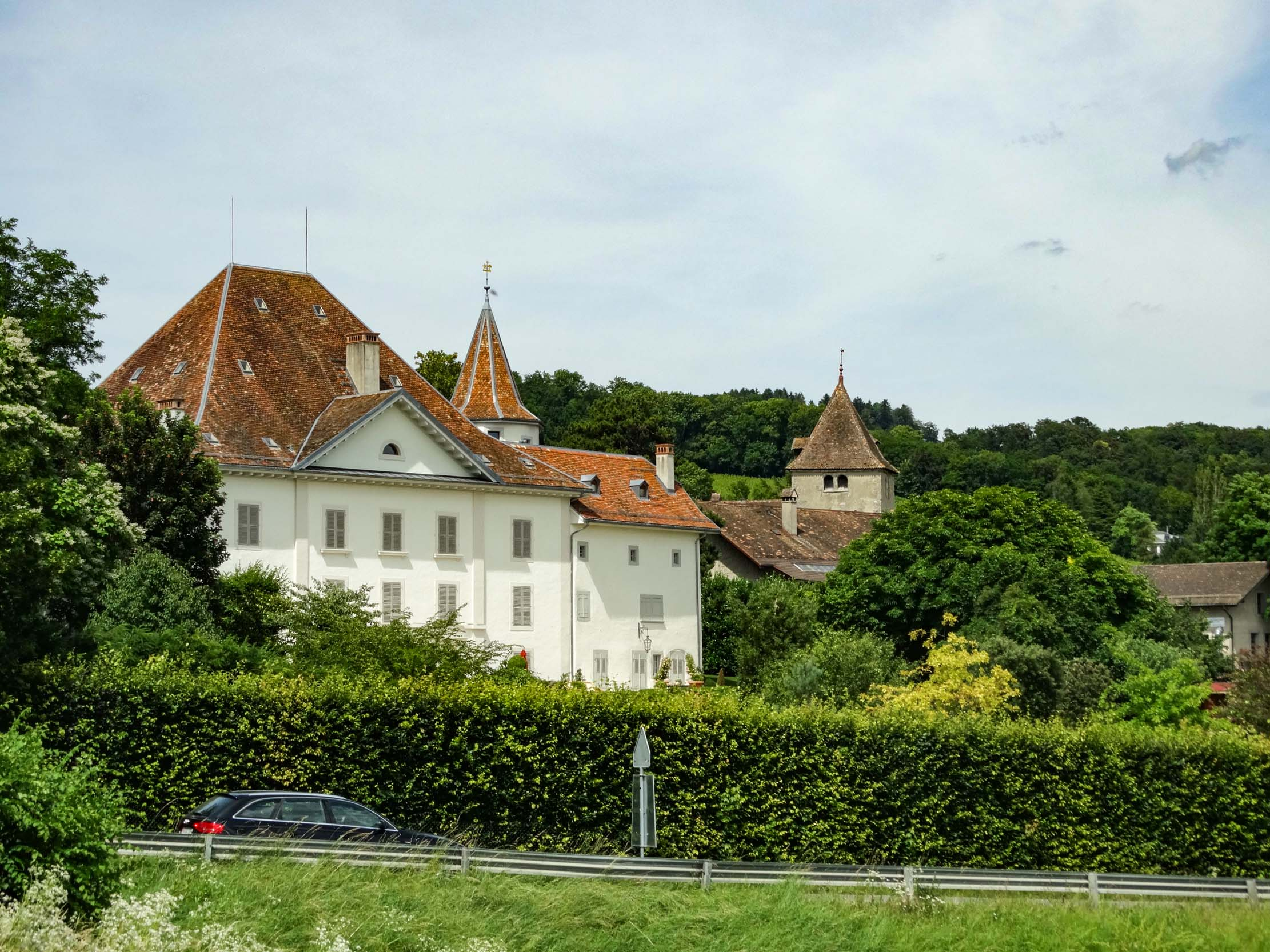
Zámeček Château de Martheray

Z celkového počtu obyvatel je 81,4 % francouzsky mluvících, 7,1 % německy mluvících a 4,6 % anglicky mluvících (stav v roce 2000). V roce 1850 žilo v Begnins celkem 734 obyvatel a v roce 1900 782 obyvatel. Po roce 1960 (766 obyvatel) se počet obyvatel začal rychle zvyšovat.

## Hospodářství
Až do poloviny 20. století bylo Begnins vesnicí, která se vyznačovala především zemědělstvím. Jižní svahy jsou ideální pro vinařství, které stále hraje hlavní roli v obživě obyvatel. V obci se také hospodaří na orné půdě. Další pracovní příležitosti jsou k dispozici v místních malých podnicích a ve službách. V 18. a 19. století bylo Begnins důležitým obchodním centrem na úpatí Jury, kde se konaly trhy se zemědělskými produkty. V posledních desetiletích se Begnins díky své atraktivní poloze vyvinul v rezidenční obec. Mnoho pracujících pracuje mimo obec a dojíždí do Nyonu a Ženevy.

## Doprava
Obec má dobré dopravní spojení. Nachází se na hlavní silnici z Glandu do Saint-Cergue a dálniční křižovatka Gland na dálnici A1 (Ženeva–Lausanne) je od obce vzdálena jen asi 2 km. Begnins je napojen na síť veřejné dopravy prostřednictvím postbusových linek, které jezdí z Nyonu do Gimelu a z Glandu do Burtigny. V letech 1906–1954 zde jezdila meziměstská tramvajová trať Gland–Begnins (GB).